# أحمد سوكارنو
أحمد سوكارنو (بالإندونيسية: Sukarno)‏ (6 يونيو 1901 - 21 يونيو 1970)، أول رؤساء إندونيسيا. يعد مع هواري بومدين، وجمال عبد الناصر وجوزيف بروز تيتو وجواهر لال نهرو القادةَ الرئيسين لحركة عدم الانحياز.
نال شهرة واسعة بسبب نضاله الدائم والمستمر لأجل البلاد، وسجن في أثناء الاستعمار الهولندي أكثر من مرة، ولكنه خرج في النهاية منتصرًا بتوليه منصب الرئاسة في إندونيسيا. قاد بلاده للحصول على الاستقلال من هولندا فترأس الحركة الوطنية أثناء الحكم الاستعماري الهولندي وقضى أكثر من عقد في المعتقل حتى أطلق سراحه من قبل القوات اليابانية الغازية. شارك هو ورفاقه الوطنيين في حشد دعم السكان للحرب اليابانية مقابل مساعدة اليابانيين في نشر أفكار الحركة الوطنية، وعندما استسلمت اليابان في نهاية الحرب العالمية الثانية، أعلن سوكارنو ومحمد حتا استقلال إندونيسيا في 17 أغسطس 1945 ليصبح سوكارنو أول رئيس لإندونيسيا بعد الاستقلال. قاد سوكارنو الإندونيسين لمقاومة محاولات الهولنديين لإعادة الاحتلال عبر وسائل دبلوماسية وعسكرية حتى اعتراف هولندا باستقلال إندونيسيا سنة 1949. وبعد فترة من الفوضى مرت بها الديموقراطية البرلمانية أسس سوكارنو نظاما أوتوقراطيا سمي (بالديموقراطية الموجهة) "Guided Democracy" سنة 1959 التي أنهت بنجاح عدم الاستقرار والتمرد الذي كان يهدد الدولة الوليدة، وفي بداية الستينيات بدأت إندونيسيا بقيادة سوكارنو تتبنى حركة اليسار بتوفيرها الدعم والحماية للحزب الشيوعي الإندونيسي على حساب الجيش والإسلاميين. كما شرعت في سلسلة من السياسات الخارجية العدوانية تحت عنوان مناهضة الإمبريالية بمباركة الصين والاتحاد السوفييتي. وفي النهاية أدت (حركة 30 نوفمبر) إلى تفكك الحزب الشيوعي وتنحية سوكارنو نفسه بيد أحد جنرالاته (سوهارتو) وظل هو تحت الإقامة الجبرية في منزله حتى وفاته.

## نشأته
ولد سوكارنو (واسمه عند الولادة كوسنو ديهاردجو) لأب أرستوقراطي من جزيرة جاوة يعمل مدرسا في مدرسة ابتدائية ويدعى رادن سوكيمي ديهاردجو وأم من جزيرة بالي وتدعى (ايدا أيو نيومان راي) وكانت أمه من عائلة برهمانية (الطبقة العليا من الهندوس) وكانت ولادته في سورابايا «جاوا الشرقية» في الهند الشرقية الهولندية (ما يعرف الآن بإندونيسيا) في 6 يونيو 1901 ميلادية.
بدأت اهتمامات أحمد سوكارنو السياسية منذ سنواته الأولى في معهد باندونغ للتكنولوجيا، حيث يعتبر أحد زعماء الطلبة البارزين المنادين بالاستقلال إندونيسيا عن الاحتلال الهولندي، وكان سوكارنو عضوا في الحزب الوطني الإندونيسي ليصبح بعد ذلك زعيما له.
اعتقلته السلطات الهولندية أكثر من مرة عام 1928، وفي عام 1933، كما وألقي القبض عليه من جديد ونفي إلى جزيرة فلورز الاندونيسية ثم إلى جزيرة سومطرة حتى عام 1942 حيث أطلقت قوات الاحتلال الياباني سراحه.
بعد نهاية الحرب العالمية الثانية وهزيمة اليابان أعلن الثوار الأندونيسيون استقلال دولتهم حيث قاموا وانتخبوا أحمد سوكارنو رئيسا لإندونيسيا، وظل يشغل هذا المنصب طيلة الفترة من عام 1945 وحتى عام 1968.
من أشهر الأمور التي قام بها سوكارنو في السنوات حكمه الأولى الدعوة إلى عقد مؤتمر باندونغ في الفترة من 18-24 أبريل/ نيسان 1955 حيث حضرته 29 دولة من قارتي آسيا وأفريقيا، وكان الرئيس المصري الأسبق جمال عبد الناصر ورئيس الوزراء الهندي جواهر لال نهرو والصيني شوان لايمن من أشهر الحاضرين. وكان من أبرز نتائج المؤتمر ظهور المجموعة الأفروآسيوية في الأمم المتحدة، ثم كتلة عدم الانحياز بعد ذلك.
وبالرغم من أن سوكارنو أصبح علما من أعلام التحرر في العالم الثالث فإنه لم يستطع أن يواجه بقوة تحديات التنمية في بلاده، فاستغلت بعض الدول الغربية الكارهة لتحركاته التحررية هذا الأمر وألبت ضده بعض قادة الجيش.
وفي سنة 1965 أحبط الجنرال سوهارتو محاولة انقلابية مسلحة قام بها الشيوعيون، ووقعت أثناء ذلك انتهاكات لحقوق الإنسان.
ومع زيادة الحالة الصحية للرئيس سوكارنو سوء قام بإصدار قرار بتعين سوهارتو رئيسا بالوكالة سنة 1967 ثم انتخب سنة 1968 رئيسا لإندونيسيا، واستمر سوكارنو يصارع المرض إلى أن مات سنة 1970 عن عمر يناهز التاسعة والستين.

## نضال الاستقرا ر المبكر
تعرّض سوكارنو لأول مرة لأفكار قومية بينما كان يعيش تحت حكم أومار سعيد جوكروامينوتو. في وقت لاحق، وبينما كان طالبًا في باندونج، غمس نفسه في الفلسفة السياسية الأوروبية والأمريكية والقومية والشيوعية والدينية، وفي نهاية المطاف قام بتطوير أيديولوجيته السياسية الخاصة بالاكتفاء الذاتي الاشتراكي على النمط الإندونيسي. بدأ سوكارنو بصياغة أفكاره باسم المرحانية، التي سميت على اسم مارحين، وهو فلاح إندونيسي قابله في منطقة باندونج الجنوبية، والذي كان يمتلك قطعة أرض صغيرة يعمل عليها بنفسه، محققًا دخلًا كافيًا لإعالة أسرته. في الجامعة، بدأ سوكارنو في تنظيم نادي دراسي للطلاب الإندونيسيين، وهو يُدعى ألجيميني ستوديوكلاب في معارضة للأندية الطلابية القائمة التي يسيطر عليها الطلاب الهولنديون.

### الانخراط في الحزب الوطني الأندونيسي
في 4 يوليو من عام 1927، أسّس سوكارنو مع أصدقائه من نادي الطلاب حزبًا مؤيدًا للاستقلال، وهو الحزب الوطني الإندونيسي (بي إن آي)، الذي انتُخب فيه سوكارنو كأول زعيم. دعا الحزب إلى استقلال إندونيسيا وعارض الإمبريالية والرأسمالية لأنه ارتأى أن كلا النظامين يزيدان حياة الشعب الإندونيسي سوءًا. دعا الحزب أيضًا إلى العلمانية والوحدة بين العديد من الأعراق المختلفة في جزر الهند الشرقية الهولندية، بهدف إنشاء إندونيسيا الموحدة. أمِلَ سوكارنو أن تبدأ اليابان حربًا ضد القوى الغربية وأن تتمكن جزيرة جاوة من الحصول على استقلالها بمساعدة اليابان. بعد وقت قصير من تفكك إسلام ساريكات في أوائل العشرينات وسحق الحزب الشيوعي الإندونيسي بعد فشل تمرده على 1926، بدأت قوة الشرطة الوطنية في اجتذاب عدد كبير من المتابعين، ولا سيما بين الشباب الجامعيين الجدد المتلهفين للحصول على حريات وفرص أفضل كانوا محرومين منها في النظام السياسي العنصري والمضلل للاستعمار الهولندي.

### الاعتقال والمحاكمة والسجن

#### الاعتقال والمحاكمة
اهتمت أنشطة الحزب الوطني بالحكومة الاستعمارية، وكثيرًا ما تسللت خطابات سوكارنو واجتماعاته وتعطلت من قِبَل عملاء جهاز المخابرات السياسية (بوليتيك إنليختين دينيست). في نهاية المطاف، تم القبض على سوكارنو وغيره من قادة الجيش الوطني الهولندي الرئيسيين في 29 ديسمبر من عام 1929 على يد السلطات الاستعمارية الهولندية في سلسلة من المداهمات في جميع أنحاء جاوة. اعتُقل سوكارنو أثناء زيارته إلى يوغياكارتا. أثناء محاكمته في محكمة باندونج لاندراد في الفترة من أغسطس إلى ديسمبر عام 1930، ألقى سوكارنو سلسلة من الخطابات السياسية الطويلة التي هاجم فيها الاستعمار والإمبريالية، تحت عنوان إندونيسيا مينغوغات (اتهامات إندونيسيا).

#### الإدانة والسجن
في ديسمبر عام 1930، حُكِم على سوكارنو بالسجن لمدة أربع سنوات في سجن سوكاميسكين في باندونج. لكن خطابه قد حَظي بتغطية واسعة من الصحافة، وبسبب الضغط القوي من العناصر الليبرالية في كل من الهند الشرقية الهولندية وهولندا، تم الإفراج عن سوكارنو في وقت مبكر في 31 ديسمبر عام 1931. بحلول هذا الوقت، أصبح سوكارنو بطلًا شعبيًا معروفًا على نطاق واسع في جميع أنحاء إندونيسيا.
غير أنه خلال فترة سجنه، انقسم الحزب الوطني بسبب اضطهاد السلطات الاستعمارية والخلاف الداخلي. وقد حلّ الهولنديون الحزب بالكامل، وشكّل أعضاؤها السابقون حزبين مختلفين؛ الحزب الإندونيسي (بارتيندو) تحت قيادة معاون سوكارنو، سارتونو الذي كان يروّج للتحريض الجماعي والتعليم القومي الإندونيسي (حزب الشعب الوطني الجديد) تحت قيادة محمد هاتا وسويتان سجاهرير، وهما قوميان كانا قد عادا مؤخرًا من الدراسة في هولندا، وكانا يعززان إستراتيجية طويلة الأمد لتوفير التعليم الحديث للشعب الإندونيسي غير المتعلم من أجل تنمية نخبة مثقفة قادرة على تقديم مقاومة فعالة للحكم الهولندي. بعد محاولة التوفيق بين الحزبين لإنشاء جبهة قومية موحدة، اختار سوكارنو أن يصبح رئيس حزب بارتيندو في 28 يوليو من عام 1932. حافظ حزب بارتيندو على اتساقه مع إستراتيجية سوكارنو الخاصة في التحريض الجماعي المباشر، ولم يوافق سوكارنو على الكفاح طويل الأجل القائم على الفريق الذي شكّله هاتا. كان هاتا نفسه يعتقد أن الاستقلال الإندونيسي لن يحدث في غضون حياته، في حين كان سوكارنو يعتقد أن إستراتيجية هاتا تتجاهل حقيقة مفادها أن السياسة لا تستطيع إلا أن تحدث تغييرات حقيقية من خلال تشكيل القوة واستخدامها (ماختفورمينغ إين ماختسويندينغ).
خلال هذه الفترة، لدعم نفسه والحزب ماليًا، عاد سوكارنو إلى الهندسة المعمارية وفتح مكتب سوكارنو وروسينو مع طالبه روسينو. كتب مقالات لصحيفة الحزب، فيكيران راجات. أثناء وجوده في باندونج، سافر سوكارنو على نطاق واسع في جميع أنحاء جزيرة جاوة لإقامة اتصالات مع القوميين الآخرين. اجتذبت أنشطته مزيدًا من الاهتمام من جانب دائرة التحقيق الخاصة الهولندية. في منتصف عام 1933، نشر سوكارنو سلسلة من الكتابات تحت عنوان «تحقيق إندونيسيا المستقلة». ونتيجة لذلك، اعتقلته الشرطة الهولندية أثناء زيارته للزميل القومي محمد هويسني تامرين في جاكرتا في 1 أغسطس من عام 1933.

### النفي
في هذه المرة، ولمنع تزويد سوكارنو بمنصة لإلقاء الخطب السياسية، استخدم الحاكم العام الإقطاعي المتشدد بونيفاكيوس كورنيليس دي جونجي سلطاته الطارئة لإرسال سوكارنو إلى المنفى الداخلي دون محاكمة. في عام 1934، تم إرسال سوكارنو مع عائلته (بما في ذلك إنغيت غارناسيه)، إلى مدينة إيندي النائية في جزيرة فلوريس. خلال الفترة التي قضاها في فلوريس، استخدم سوكارنو حريته المحدودة في التنقل لإنشاء مسرح للأطفال. كان من بين مشاركيه السياسي المستقبلي فرانس سيدا. وبسبب تفشي الملاريا في فلوريس، قررت السلطات الهولندية نقل سوكارنو وعائلته إلى بنكولن (الآن بنغكولو) على الساحل الغربي لجزيرة سومطرة في فبراير عام 1938.
في بنغكولو، تعرّف سوكارنو على حسن الدين، الرئيس المحلي للجمعية المحمدية، وسمح له بتدريس التعاليم الدينية في مدرسة محلية تابعة للجمعية. كانت إحدى طالباته، فاطمة واتي البالغة من العمر 15 عامًا، ابنة حسن الدين. تورّط سوكارنو عاطفيًا مع فاطمة واتي، وهو ما برره بالقول بأن إنغيت غارناسيه كانت عاجزة عن الإنجاب خلال فترة زواجهما الذي دام قرابة 20 عامًا. كان سوكارنو ما يزال في المنفى في ينغكولو عندما غزا اليابانيون الأرخبيل في عام 1942.

## وصلات خارجية
- أحمد سوكارنو على موقع IMDb (الإنجليزية)
- أحمد سوكارنو على موقع الموسوعة البريطانية (الإنجليزية)
- أحمد سوكارنو على موقع مونزينجر (الألمانية)
- أحمد سوكارنو على موقع إن إن دي بي (الإنجليزية)
- أحمد سوكارنو على موقع ديسكوغز (الإنجليزية)